# RD-180

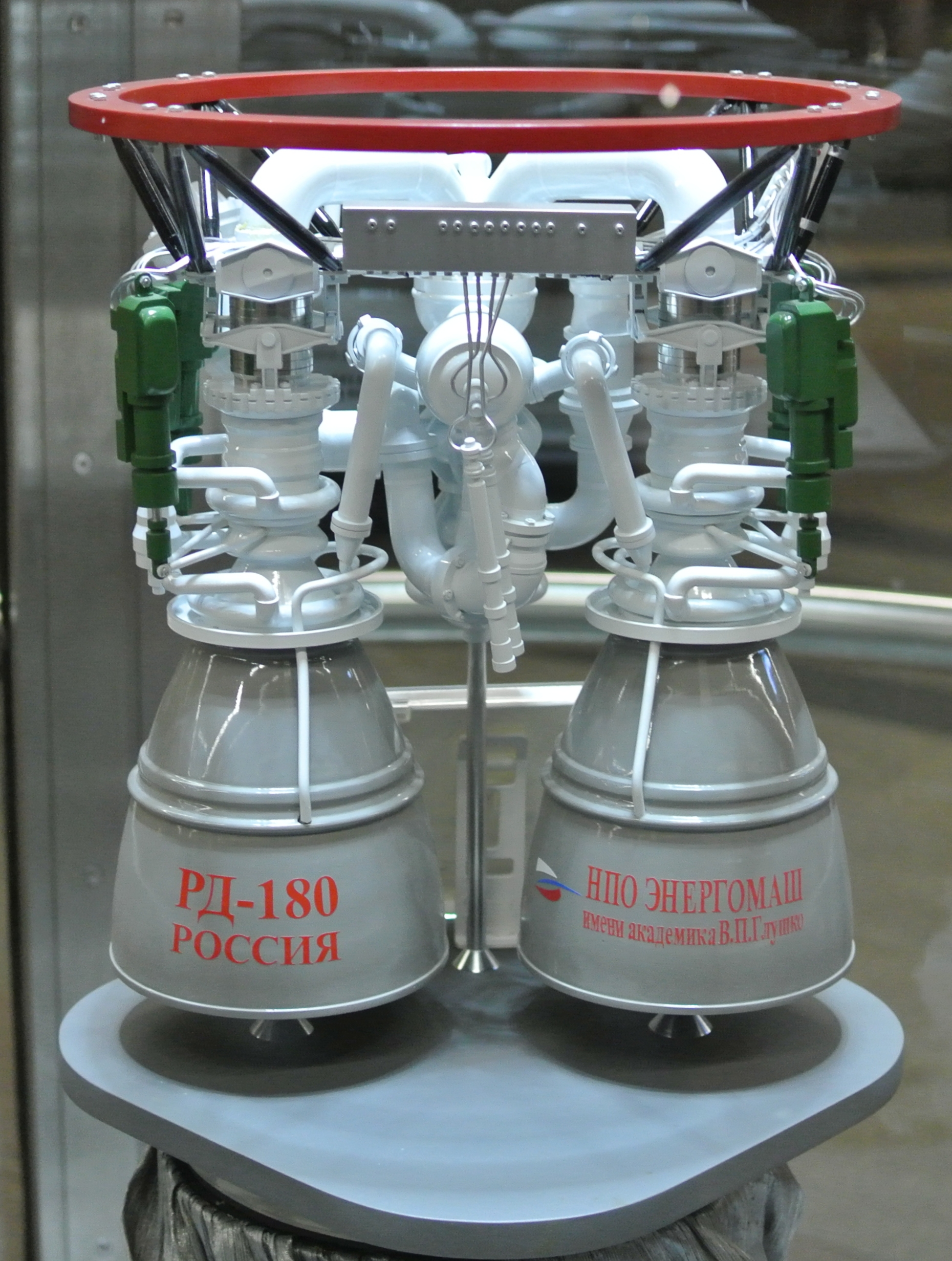
Động cơ RD-180 do NPO Energomash chế tạo. Hình chụp năm 2015

RD-180 (РД-180, Ракетный Двигатель-180, Rocket Engine-180) là một động cơ tên lửa được thiết kế và xây dựng ở Nga được sử dụng cho giai đoạn phóng ban đầu của tên lửa Atlas V của Mỹ. Những động cơ này do NPO Energomash, một công ty nhà nước của Nga chế tạo. NPO Energomash là công ty con của Roscosmos.

## Lịch sử
RD-180 có nguồn gốc từ dòng động cơ tên lửa RD-170 / RD-171, được sử dụng trên tên lửa Energia của Liên Xô.
Sau khi Liên Xô tan rã, Tổng thống George H. W. Bush và Bill Clinton đã thúc giục các công ty Mỹ mua các bộ phận do Nga chế tạo, trong đó có động cơ RD-180 để giúp Nga giữ chân các nhà khoa học của cơ quan vũ trụ, tránh để các chuyên gia Nga chạy sang Trung Quốc, Iran, Bắc Triều Tiên và giúp các nước này phát triển tên lửa. Quyết định sử dụng RD-180 cũng bị ảnh hưởng bởi nhiều yếu tố phi kỹ thuật khác, chẳng hạn như mục tiêu địa chính trị của Hoa Kỳ là giảm căng thẳng trong quá trình Liên Xô chuyển đổi từ chủ nghĩa cộng sản và mong muốn duy trì tính cạnh tranh của Hoa Kỳ trên thị trường phóng tên lửa toàn cầu. RD-180 đã giúp quân đội Mỹ đạt được mục tiêu đảm bảo sứ mệnh cho việc phóng các tên lửa phục vụ an ninh quốc gia.

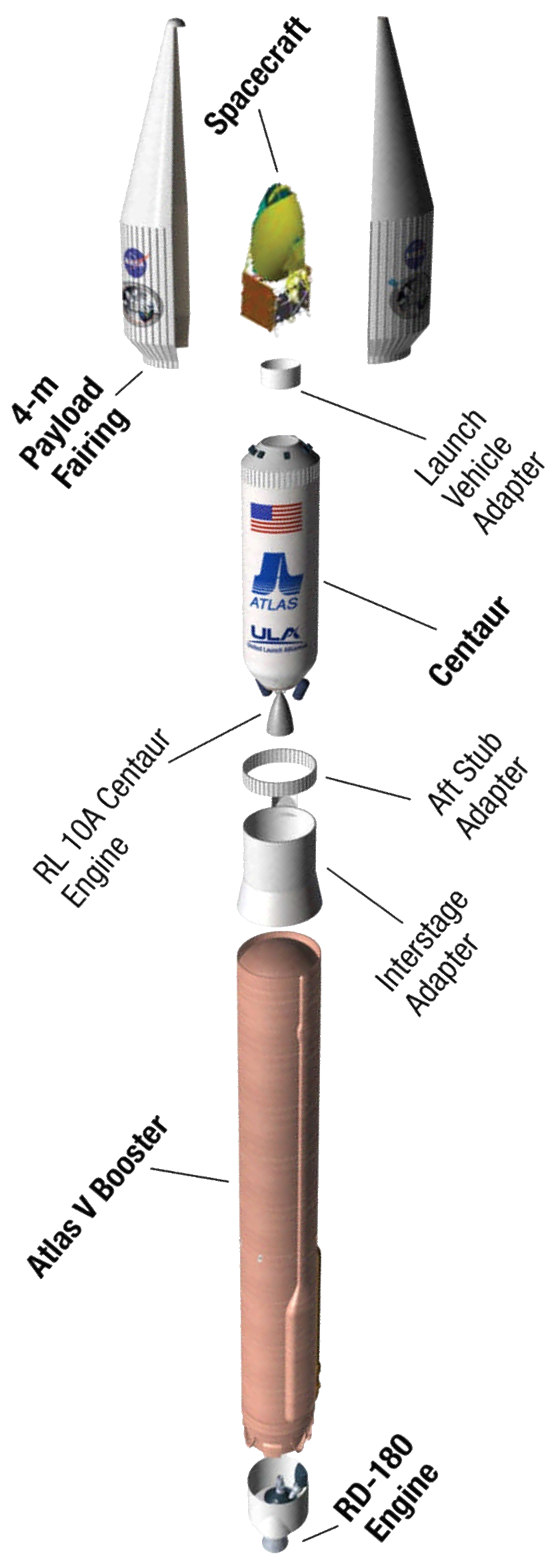
Cấu tạo bên trong tên lửa Atlas V

Trong những năm 1990, khi tập đoàn Lockheed Martin của Mỹ phát triển tên lửa Atlas V để phóng vệ tinh cho quân đội và các khách hàng khác thì RD-180 được chọn làm động cơ chính cho Atlas V vì đây là động cơ có hiệu suất cao và độ tin cậy cao. Tên lửa hạng nặng Atlas V được phóng lần đầu tiên vào năm 2002. Không quân Mỹ phóng nhiều vệ tinh liên lạc, trinh sát và dẫn đường của quân đội bằng tên lửa Atlas V và động cơ RD-180 sẽ đẩy Atlas V bốn phút đầu tiên trong giai đoạn tăng tốc trước khi động cơ thứ hai, RL-10 do Aerojet Rocketdyne của Mỹ chế tạo tiếp tục đẩy tên lửa vào không gian.

## Thay thế bằng động cơ của Mỹ
Ngay từ đầu, chính phủ Mỹ và các đối tác trong ngành đã lên kế hoạch chuyển sản xuất RD-180 sang Hoa Kỳ. Tuy nhiên, mục tiêu này đã nhiều lần bị trì hoãn. Năm 2007, chính phủ Mỹ từ bỏ mục tiêu sản xuất RD-180 trong nước, thay vào đó họ dự trữ đủ động cơ để giảm thiểu khả năng gián đoạn nguồn cung. Steve Cook, người đã làm việc tại NASA trong 25 năm và từng là giám đốc chương trình tên lửa Ares cho biết chính phủ Mỹ đã thu hẹp quy mô phát triển công nghệ tên lửa đẩy chất lỏng khi quyết định sử dụng RD-180 của Nga vào những năm 1990.
Sau khi Nga sáp nhập Crimea năm 2014, phía Mỹ đã áp đặt các biện pháp trừng phạt và Nga đáp trả một phần bằng cách đe dọa cắt nguồn cung cấp động cơ RD-180 khiến các nhà hoạch định chính sách đã đưa việc chấm dứt phụ thuộc vào động cơ của Nga trở thành ưu tiên hàng đầu.
Nước Mỹ không thiếu các lựa chọn thay thế RD-180. Nhiều vụ phóng hơn có thể được chuyển sang Falcon 9 và SpaceX có một biến thể lớn hơn (được gọi là Falcon 9 Heavy) trong các hoạt động có thể mang theo các vệ tinh quân sự nặng hơn. Bộ Quốc phòng Mỹ ngoài tên lửa Atlas V sử dụng động cơ RD-180 của Nga còn có hai loại tên lửa khác là Delta IV (dùng động cơ RS-68A của Mỹ và chỉ sử dụng cho các vệ tinh quân sự nặng nhất vì chi phí cao hơn Atlas V) và tên lửa Falcon 9 sử dụng động cơ Merlin 1D của SpaceX. Chi phí cho một lần phóng Atlas V vào khoảng 130 triệu USD  trong khi một vụ phóng Falcon 9 của SpaceX chỉ có giá trung bình 57 triệu. Đến năm 2020, nhờ thiết kế có khả năng tái sử dụng tên lửa mà vụ phóng tên lửa Falcon 9 chỉ có giá 62 triệu USD và thậm chí công ty có thể "giảm giá phóng xuống dưới 30 triệu USD cho mỗi lần phóng" trong khi tên lửa Atlas V sử dụng chỉ một lần và có giá lên tới 165 triệu USD.

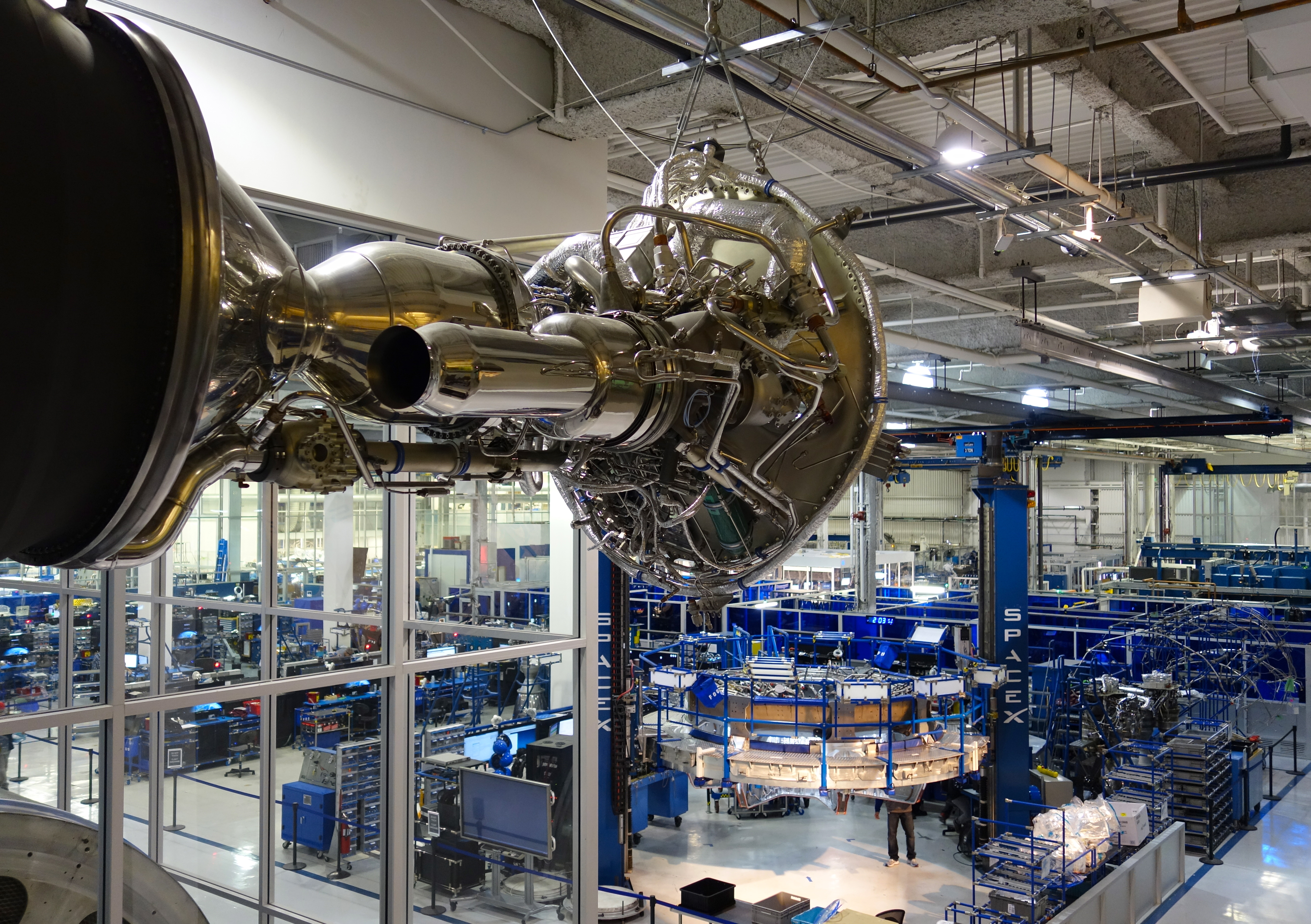
Động cơ Merlin sử dụng trên tên lửa Falcon 9, loại tên lửa thay thế cho Atlas V dùng động cơ RD-180. Hình chụp tại nhà máy sản xuất của SpaceX ở Hawthorne, California tháng 3 năm 2014

Trong năm 2021, dự kiến sau khi ngừng mua động cơ RD-180 của Nga cho tên lửa Atlas V, người Mỹ sẽ chuyển sang các động cơ tên lửa của Mỹ như động cơ SpaceX Merlin được sử dụng trên tên lửa Falcon Heavy và động cơ Blue Origin BE-4, được sử dụng trên tên lửa Vulcan Centaur của hãng United Launch Alliance (ULA).
Tổng cộng, theo NPO Energomash, kể từ năm 1999 đã có 116 động cơ loại này được gửi đến Hoa Kỳ, trong đó 92 động cơ đã được sử dụng. Lô động cơ tên lửa RD-180 cuối cùng theo hợp đồng đã được chuyển giao cho Hoa Kỳ ngày 14 tháng 4 năm 2021.
Các kiểm toán viên của chính phủ Nga vào năm 2010 đã thông báo Energomash lỗ lớn trong thương vụ bán động cơ RD-180, một phần là do số tiền thu được đang bị các công ty trung gian nước ngoài giấu tên thu giữ. Các cựu giám đốc điều hành giấu tên đã bán động cơ với giá thấp hơn chi phí sản xuất khiến Energomash lỗ 50 triệu USD chỉ trong giai đoạn 2008 đến 2010. Phó Giám đốc Cơ quan Vũ trụ Liên bang Nga Roscosmos Vitaly Davidov nói trong một cuộc họp năm 2011 của Hội đồng Kiểm toán cho rằng "tiền đã được tạo ra, nhưng nó không đến với đất nước".

## Cuộc điều tra của Reuters
Một cuộc điều tra năm 2014 của Reuters cho thấy một công ty nhỏ chỉ có 5 người tại Florida đã kiếm được gần 100 triệu USD từ việc đội giá động cơ tên lửa RD-180 của Nga sau đó bán lại cho United Launch Alliance. Công ty RD Amross chỉ có 5 nhân viên và là liên doanh của nhà sản xuất động cơ Nga NPO Energomash với đối tác Hoa Kỳ United Technologies đã thu về 93 triệu USD chi phí trung gian để cung cấp động cơ tên lửa RD-180 dù không làm việc gì đáng kể. Kể từ năm 2011, công ty RD Amross được điều hành bởi William Parsons, người đã làm việc tại NASA trong nhiều năm, từng giữ chức vụ giám đốc Trung tâm Vũ trụ John F. Kennedy ở Cape Canaveral. Ông là phó chủ tịch của Lockheed Martin, tập đoàn đồng sở hữu United Launch Alliance.
Nói về những phát hiện của Reuters, Thượng nghị sĩ John McCain cho rằng những người đóng thuế ở Mỹ đang trả hàng triệu USD cho các công ty có thể không làm được việc gì mà chỉ đóng vai trò làm giàu cho các doanh nhân Nga tham nhũng kết nối với Vladimir Putin.

## Hợp tác với Trung Quốc
Năm 2016 hãng tin Sputnik dẫn lời Đại sứ Nga tại Bắc Kinh Andrei Denisov cho biết:"Chúng tôi và đối tác Trung Quốc đang cân nhắc khả năng chuyển giao các động cơ tên lửa RD-180 như một phần trong quan hệ hợp tác mở rộng, ví dụ trong lĩnh vực thiết kế tên lửa hạng nặng, hợp tác trong lĩnh vực trạm vũ trụ, các sứ mệnh không gian xa". Ông Denisov đồng thời nhấn mạnh ngành hàng không vũ trụ là một lĩnh vực đầy triển vọng và cả Nga lẫn Trung Quốc đều mong muốn thúc đẩy hợp tác trong lĩnh vực này.
Năm 2018 theo báo Financial Times thì Công ty Công nghiệp Vạn Lý Trường Thành của Trung Quốc đã đàm phán với nhà sản xuất Nga NPO Energomash để mua công nghệ động cơ nhạy cảm khiến các chính trị gia Mỹ phản đối. Công ty mẹ của Vạn Lý Trường Thành là Công ty Khoa học và Công nghệ Hàng không Vũ trụ Trung Quốc (CASC), là nhà phát triển tên lửa ICBM nổi bật nhất ở Trung Quốc. Trong khi RD-180 được thiết kế cho tên lửa dân sự, nó cũng có thể sử dụng cho mục đích quân sự rõ ràng, giúp Trung Quốc tạo ra một thế hệ tên lửa đạn đạo mới bao gồm cả tên lửa diệt tàu sân bay.
Trung Quốc hiện đã gần như thành công trong việc chế tạo bản sao của động cơ tên lửa RD-180. Chad Ohlandt, kỹ sư cấp cao tại Rand cho biết mặc dù RD-180 đã có tuổi đời hàng chục năm nhưng động cơ của nó vẫn đạt hiệu quả nâng vệ tinh hơn bất cứ thứ gì mà Trung Quốc hiện đang sản xuất. RD-180 mạnh gấp ba lần động cơ tiên tiến nhất của Trung Quốc, YF-100, được sử dụng trong thế hệ tên lửa Trường Chinh mới nhất.